# HMS Cottesmore (L78)
«Коттесмор» (L78) (англ. HMS Cottesmore (L78) — військовий корабель, ескортний міноносець типу «Хант» «I» підтипу Королівського військово-морського флоту Великої Британії за часів Другої світової війни.
«Коттесмор» закладений 12 грудня 1939 року на верфі компанії Yarrow Shipbuilders у Скотстоні. 5 вересня 1940 року він був спущений на воду, а 29 грудня 1940 року увійшов до складу Королівських ВМС Великої Британії.

## Історія служби
12 березня 1942 року німецькі лінкори «Шарнгорст» і «Гнейзенау» та важкий крейсер «Принц Ойген» вийшли з порту Брест у Бретані, щоб повернутися до Німеччини через Ла-Манш у ході операції, що стала відомою як ривок через Ла-Манш. «Коттесмор» був одним з кількох есмінців, що базувалися в Ширнесі, яким було наказано перехопити німецькі кораблі, але вони не змогли виконати цю бойову задачу, не знайшовши кораблі противника.
У травні 1944 року «Коттесмор» у ході підготовки до вторгнення союзних військ до Нормандії включений до складу сил «G» Східної оперативної групи флоту, де разом з есмінцями «Гренвілль», «Урса», «Андін», «Андонтед», «Арчін», «Ольстер» та «Джервіс» і ескортними міноносцями «Пітчлі», «Кеттісток», «Краков'як» провели тренування в бомбардуванні позицій берегової артилерії нацистів на узбережжі Франції.
«Коттесмор» разом з іншими кораблями союзників залучався до забезпечення операції «Нептун» і діяв з групою «G» прикриття плацдарму «Сорд».
У листопаді 1944 року «Коттесмор» і однотипний корабель «Гарт» супроводжували монітори «Еребус» і «Робертс» під час бомбардування Валхерена в ході операції «Інфатюейт», британської висадки на острів.
28 лютого 1946 року «Коттесмор» був виведений до резерву в Девонпорті. 20 квітня 1950 року корабель був проданий Єгипту, а 17 липня 1950 року перейменований на «Ібрагім Ель Аваль» і прибув на ремонт на верфях J. Samuel White. На початку 1951 року він обмінявся іменами з есмінцем класу «Хант» «Мохаммед Алі ель-Кебір».